# Living Things
Living Things je peti album nu metal skupine Linkin Park. Izšel je leta 2012 pri založbi Warner Bros.

## Seznam skladb
1. "Lost in the Echo" - 3:25
2. "In My Remains" - 3:20
3. "Burn It Down" - 3:51
4. "Lies Greed Misery" - 2:27
5. "I'll Be Gone" - 3:31
6. "Castle of Glass" - 3:25
7. "Victimized" - 1:46
8. "Roads Untraveled" - 3:49
9. "Skin to Bone" - 2:48
10. "Until It Breaks" - 3:43
11. "Tinfoil" (Instrumental) - 1:11
12. "Powerless" - 3:43